# Horacio Garcia Rossi
Horacio Garcia Rossi (Buenos Aires, Argentina, 24 de julio de 1929-París, Francia, 5 de septiembre de 2012) fue un pintor argentino.

## Datos Biográficos
Comienza sus estudios superiores en 1950, en la Escuela Nacional de Bellas Artes de Buenos Aires, con compañeros como Hugo Demarco, Julio Le Parc y Francisco Sobrino. Fue profesor de pintura y dibujo en Buenos Aires hasta 1959, cuando decide mudarse a París, donde participa en la primera bienal de la misma. Fue uno de los cofundadores de Center de Recherche d'Art Visuel junto a Francisco García Miranda, Hugo Demarco, Julio Le Parc, Francisco Sobrino, Francisco Molnar, Sergio Moyano Cervantes, entre otros. Años más tarde, tras la separación del GRAV, Rossi regresa al análisis de los problemas plásticos de las estructuras simples, además de incorporar letras y escrituras. En 1989 el Centro Cultural de Arte Contemporáneo de Brescia decide realizar un análisis retrospectivo de su obra.

## Obra
Las obras de Rossi se enfocan en la interacción que tiene el espectador con la misma obra y su manipulación, además de incorporar la inestabilidad de la luz en movimiento. Rossi introdujo el uso de pantallas y estructuras luminosas. En 1962 junto con Groupe de Recherche d'Art Visuel (GRAV) forma parte de diversas exposiciones como Lumiére et mouvement, L’Instabilité, etc. Años después, en el inicio de los 70 Rossi dedica tiempo a investigar la interacción de la luz y el color.